# Monterreina
Monterreine es un terreno rústico, en el municipio de Isla Cristina, en la provincia de Huelva, Andalucía, España. Está constituido por un grupo de casas de una antigua urbanización que no prosperó. El INE lo define como núcleo de población y no como población diseminada. En el año 2010 contaba con 9 habitantes (INE).

## Entorno
Monterreina se localiza a dos kilómetros al norte de La Redondela, cercano a la carretera nacional N-431, y al pinar del Marquesado.
Geológicamente, los terrenos de la zona están formados por materiales terciarios; formación permeable del plioceno continental, compuesta de limos arenosos, arenas grises, gravas y conglomerados, aptos para cimentar, no presentando problemas de expansividad. La permeabilidad del suelo y la pendiente del área hacia el exterior de ésta, favorecen las condiciones de drenaje superficial.

## Historia
La urbanización se desarrolló en los años 1960 en un intento de acercar la población isleña al campo, puesto que en aquellos momentos la playa no era tan demandada como para crear núcleos anejos a los que ya existían y la demanda de casas de campo en un municipio eminentemente costero hizo crear esta urbanización. Este proyecto no prosperó y sólo se consiguió poblar un reducido número de parcelas. Desde el plan de ordenación del municipio de 1987 está catalogado como rústico y no hay perspectivas de urbanizarlo ni de establecer servicios.

## Calificación rústica
La urbanización no prosperó y desde 1987 está calificada como terreno rústico en el Plan General de Ordenación Urbana de Isla Cristina.